# Nowe Sady (Głubczyce)
Nowe Sady  (deutsch Kreuzwald) ist eine Ortschaft in Oberschlesien. Der Ort liegt in der Gmina Głubczyce im Powiat Głubczycki in der Woiwodschaft Oppeln in Polen.

## Geographie

### Geographische Lage
Nowe Sady liegt 14 Kilometer nordöstlich der Kreisstadt und des Gemeindesitzes Głubczyce (Leobschütz) sowie 60 Kilometer südlich der Woiwodschaftshauptstadt Opole (Oppeln). Der Ort liegt in der Nizina Śląska (Schlesische Tiefebene) innerhalb der Płaskowyż Głubczycki (Leobschützer Lößhügelland).

### Nachbarorte
Nachbarorte von Nowe Sady sind im Nordwesten Lisięcice (Leisnitz), im Nordosten Milice (Militsch), und im Osten Jakubowice (Jakobsdorf).

## Geschichte
Die Kolonie Kreuzwald, auch Landgut Kreuzwald, entstand im Jahr 1812. Zuvor handelte es sich um ein Vorwerk. 1861 zählte Kreuzwald drei Wohnhäuser sowie acht Stall- und Scheuergebäude. 1874 wurde der Amtsbezirk Leisnitz  gegründet, welcher die Landgemeinden Leisnitz und Neustift und den Gutsbezirk Kreuzwald umfasste. Am 30. September 1928 wurde Kreuzwald nach Leisnitz eingemeindet. Bis 1945 gehörte der Ort zum Landkreis Leobschütz.
1945 kam der bisher deutsche Ort unter polnische Verwaltung, wurde zunächst in Nowe Sady umbenannt und der Woiwodschaft Schlesien angeschlossen. 1950 wurde Nowe Sady der Woiwodschaft Oppeln zugeteilt. 1999 wurde es Teil des wiedergegründeten Powiat Głubczycki.